# Wästfelt (släkt)
Wästfelt är en svensk adelsätt.
Släkten hette tidigare Westeman, och stamfadern är Anders Westeman som var rådman i Stockholm på 1600-talet. Släkten adlades år 1681 och introducerades 1686 med nummer 1035 och ursprunglig stavning Westfeldt. Bägge dessa stavningar liksom stavningen Westfelt används av ättens medlemmar.